# 天主教裴洲教区
天主教裴洲教區（拉丁語：Dioecesis Buichuensis）是越南一個羅馬天主教教區。屬河內總教區。
2006年有教友386,148人、129個堂區、84名司鐸。現任主教為黃文潛。其座堂是位於南定省春長縣春玉社的玫瑰聖母座堂。
1848年9月5日設中東京代牧區，1924年12月3日易名。1960年11月24日升為教區。

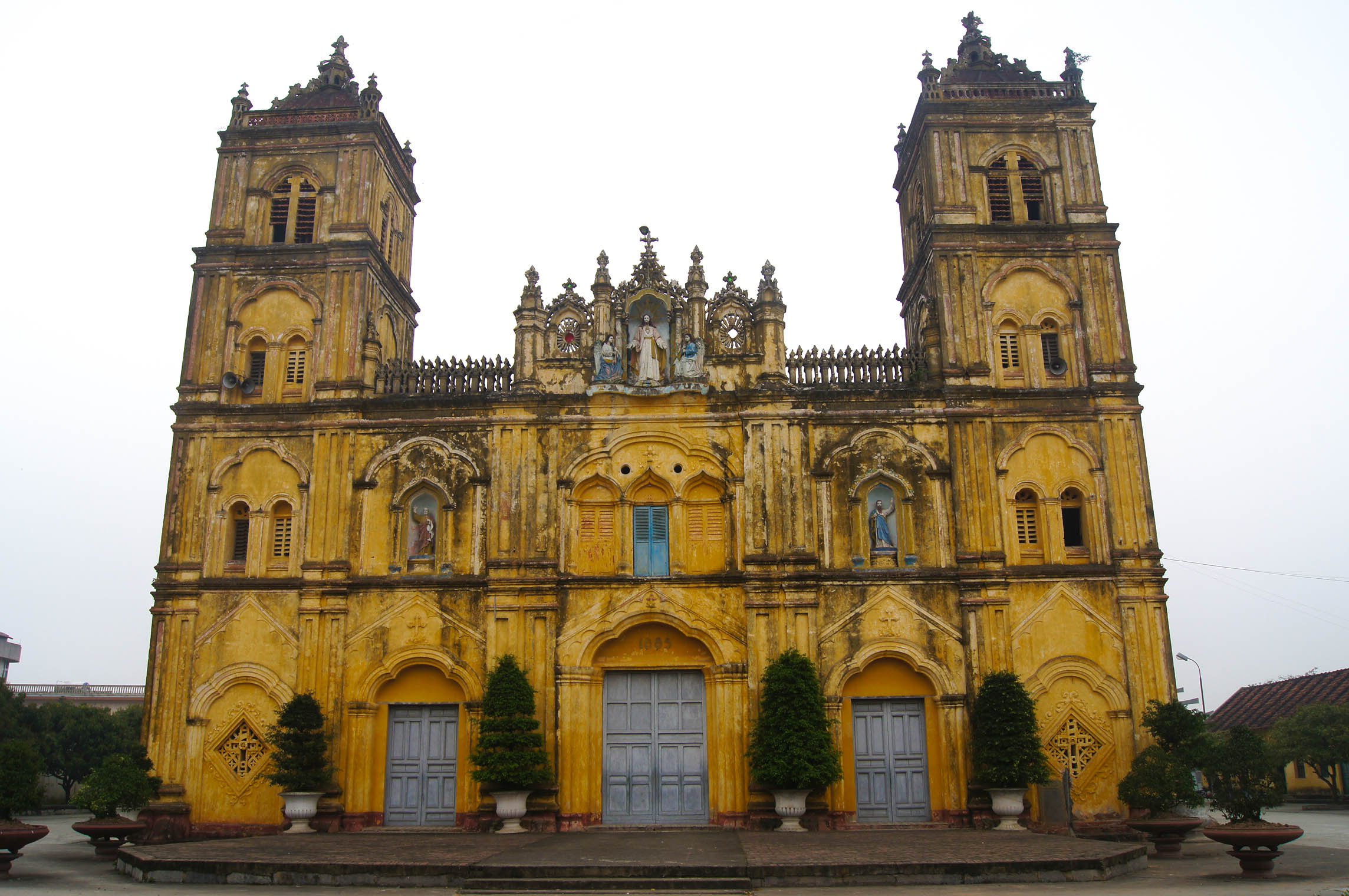
玫瑰聖母主教座堂
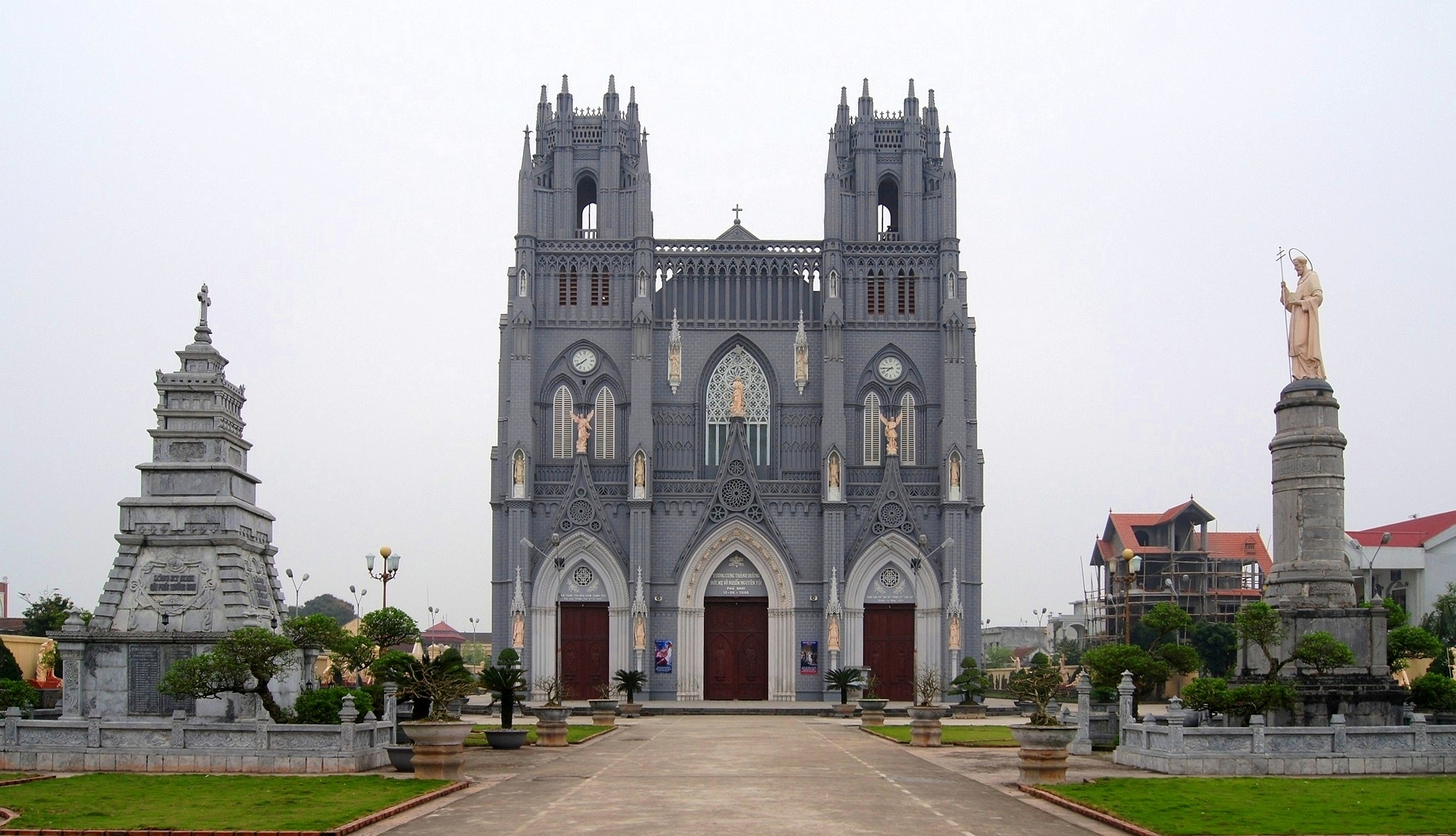
富涯圣母无染原罪圣殿